# قسمة متعددات الحدود

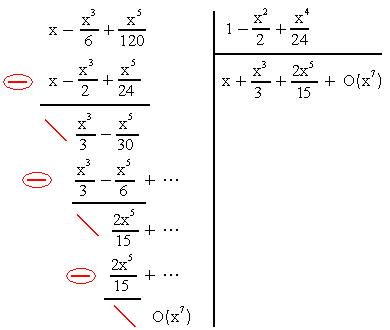

قسمة متعددات الحدود هي خوارزمية تمكن من قسمة متعددة حدود أولى على متعددة حدود ثانية أقل منها درجة. الناتج هو متعددة حدود ثالثة والباقي هو متعددة حدود رابعة، درجتها أصغر قطعا من متعددة الحدود التي قُسمت عليها متعددة الحدود الأولى.
تستعمل خوارزمية التقسيم لإيجاد قسمة كثيرة حدود على أخرى، بغية التعميل مثلا.
مثلا، لدراسة نهاية دالة ينعدم مقامها عند مآلها إلى قيمة معينة، نحو lim
x → 2 ( x3 - 3x - 2 ) / ( x - 2 ) ينبغي حذف المقام، لذا يلزم تحويل البسط إلى جذاء للمقام وعدد معين؛ هذا العدد هو نفسه قسمة البسط إلى المقام.
| <tt class="texhtml" dir="ltr"> x³ - 3x - 2 \| x - 2 - \|-------------------- x³ + 2x² \| x² + 2x + 1 --------------------\| 2x² + 3x - 2 \| - \| 2x² + 4x \| --------------------\| x - 2 \| - \| x - 2 \| --------------------\| 0 \|-------------------- </tt> | <tt class="texhtml" dir="rtl"> يبحث عن العدد الذي إذا ضرب في x أعطى x³ يكتب ذاك العدد تحت المقسوم إليه ثم يضرب فيه ينقص جذاء العدد والمقسوم إليه من المقسوم ينتبه لإشارة الجذاء المطروح من المقسوم يبحث عن العدد الذي إذا ضرب في x أعطى 2x² يضاف إلى ما تحت المقسوم إليه ثم يضرب فيه ينقص جذاؤه في المقسوم إليه من الفرق الأول يبحث عن العدد الذي إذا ضرب في x أعطى x يضاف إلى ما تحت المقسوم إليه ثم يضرب فيه ينقص جذاؤه في المقسوم إليه من الفرق الثاني يصير الباقي صفرا وبذلك ينتهي التقسيم يخلص إلى أن (x³-3x-2 = (x-2) × (x²+2x+1 </tt> |

نعوض البسط بصيغته المعملة أي بجذاء خارج التقسيم والمقام فنجد: lim
x → 2 ( x3 - 3x - 2 ) / ( x - 2 ) = lim
x → 2 (x-2)(x2+2x+1)/(x-2) = lim
x → 2 (x2+2x+1) = 9